# Mariner Nationalpark Karaburun-Sazan
Der Marine Nationalpark Karaburun-Sazan (albanisch Parku Kombëtar Detar Karaburun-Sazan) ist ein Meeresschutzgebiet in Südalbanien, das als Nationalpark ausgewiesen ist. Der Park umfasst ein Gebiet von einer Seemeile Tiefe entlang der Küste der Halbinsel Karaburun und rund um die Insel Sazan. Die nördlichen Teile gehören zum Adriatischen Meer, die südlichen zum Ionischen Meer – beim Kap Kepi Gjuhëzës auf Karaburun, dem westlichsten Punkt des albanischen Festlands, endet die Straße von Otranto, die die beiden Meere trennt.
Der Park umfasst eine Fläche von 12.571 Hektar, davon liegen 2722 Hektar vor Sazan und 9849 Hektar vor Karaburun, die rund 50 Kilometer Küste schützen. Nicht geschützt sind die Gewässer vor der Anlegestelle auf Karaburun und der südliche Teil der Bucht von Vlora vor Karaburun – beide im Einflussbereich von Stützpunkten der albanischen Marine. Die Halbinsel Karaburun und der südlich anschließende Hügelzug Rrëza e Kanalit sind ebenfalls ein Naturschutzgebiet, das im Süden an den Nationalpark Llogara grenzt.
Der Park wurde durch Erlass des Ministerpräsidenten aus dem Jahr 2010 gegründet.
Im Nationalpark liegen die Wracks vieler antiker griechischer und römischer Schiffe sowie von Kriegsschiffen aus dem Zweiten Weltkrieg. Es gibt eine reiche Meeresflora wie das Korallenriff der Teufelsschlucht und über Wasser viel Steilküste mit großen Höhlen und einsamen Buchten mit Sandstränden. In der Grama-Bucht haben Seeleute, die hier während Jahrtausenden ankerten, Inschriften an den Felsen hinterlassen.
Das Gebiet ist sehr abgelegen, unerschlossen und unberührt. Es kann nur übers Meer oder zu Fuß erreicht werden, da die einzige Straße auf die unbewohnte Halbinsel Karaburun durch die Marinebasis Orikum führt. Die Insel Sazan ist als Militärbasis nicht zugänglich. Von Vlora aus werden Bootsausflüge angeboten, die zur Haxhi-Ali-Höhle führen. Die nach einem Seeräuber des 18. Jahrhunderts aus Ulcinj benannte Höhle beim Kepi i Gjuhëzës gilt als größte Meereshöhle Albaniens: Sie ist 30 Meter lang und hat einen zehn Meter breiten Eingang. Im Sommer 2012 wurde in Gewässern westlich der Karaburun-Halbinsel eine Mönchsrobbe gesichtet, eine extrem selten gewordene Art.

## Bilder

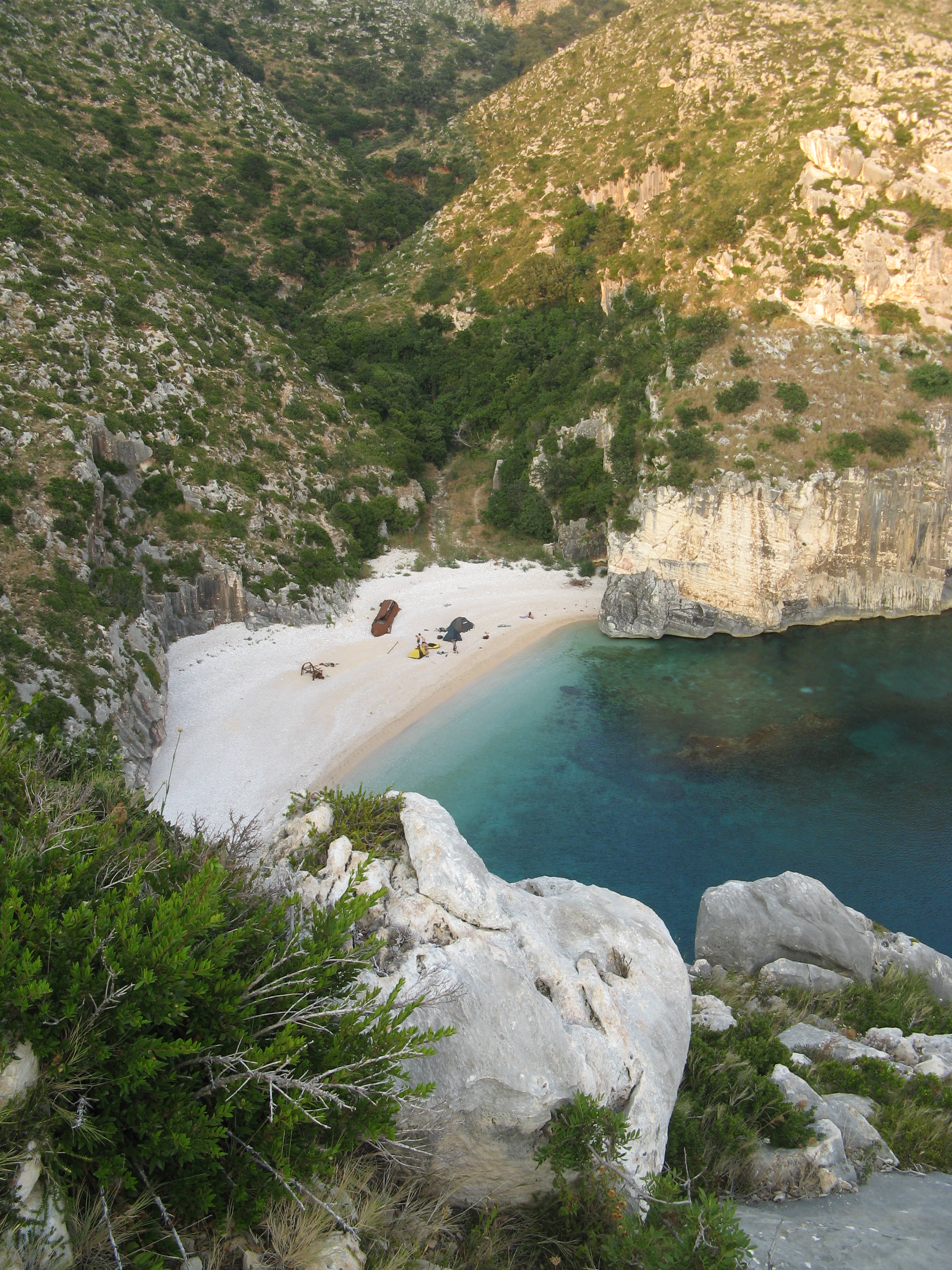
Grama-Bucht
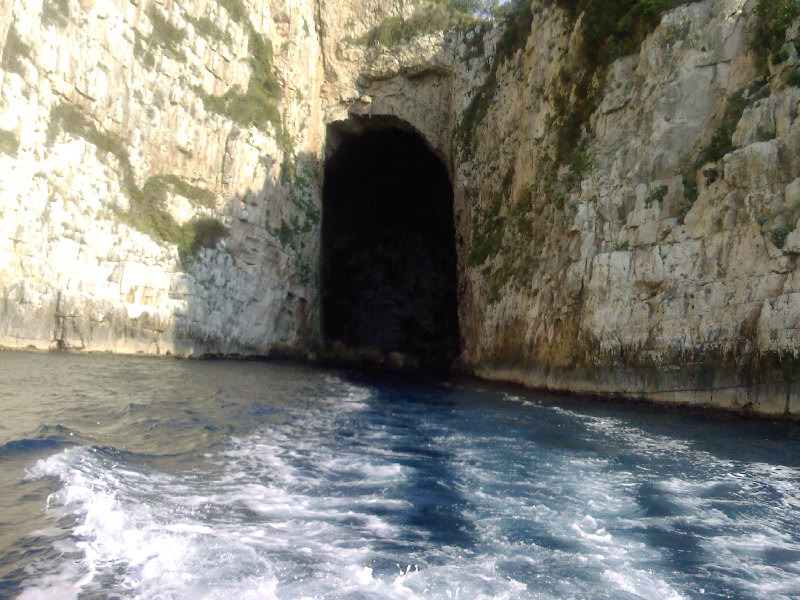
Eingang zur Haxhi-Ali-Höhle
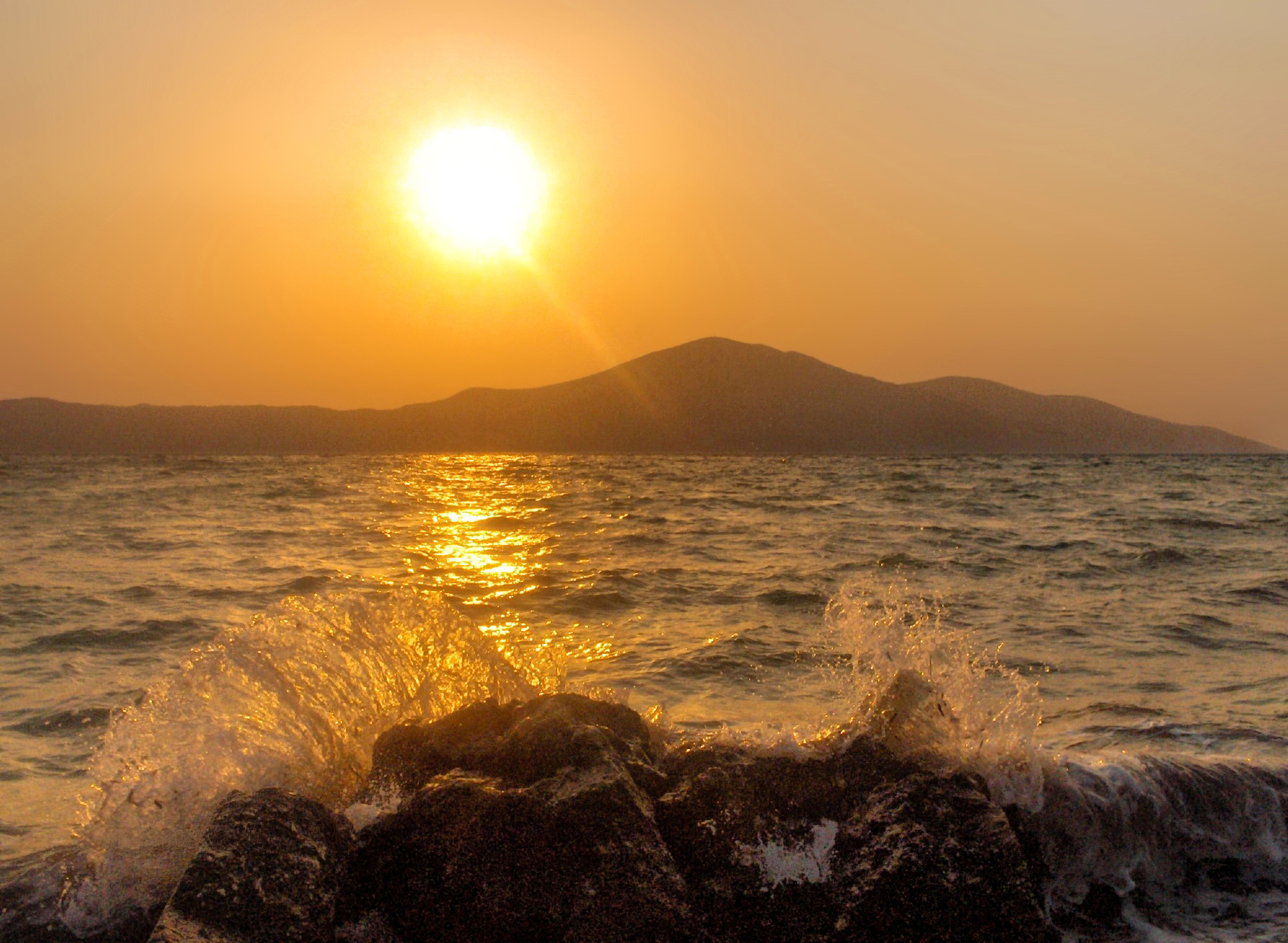
Karaburun-Halbinsel bei Sonnenuntergang von Vlora gesehen
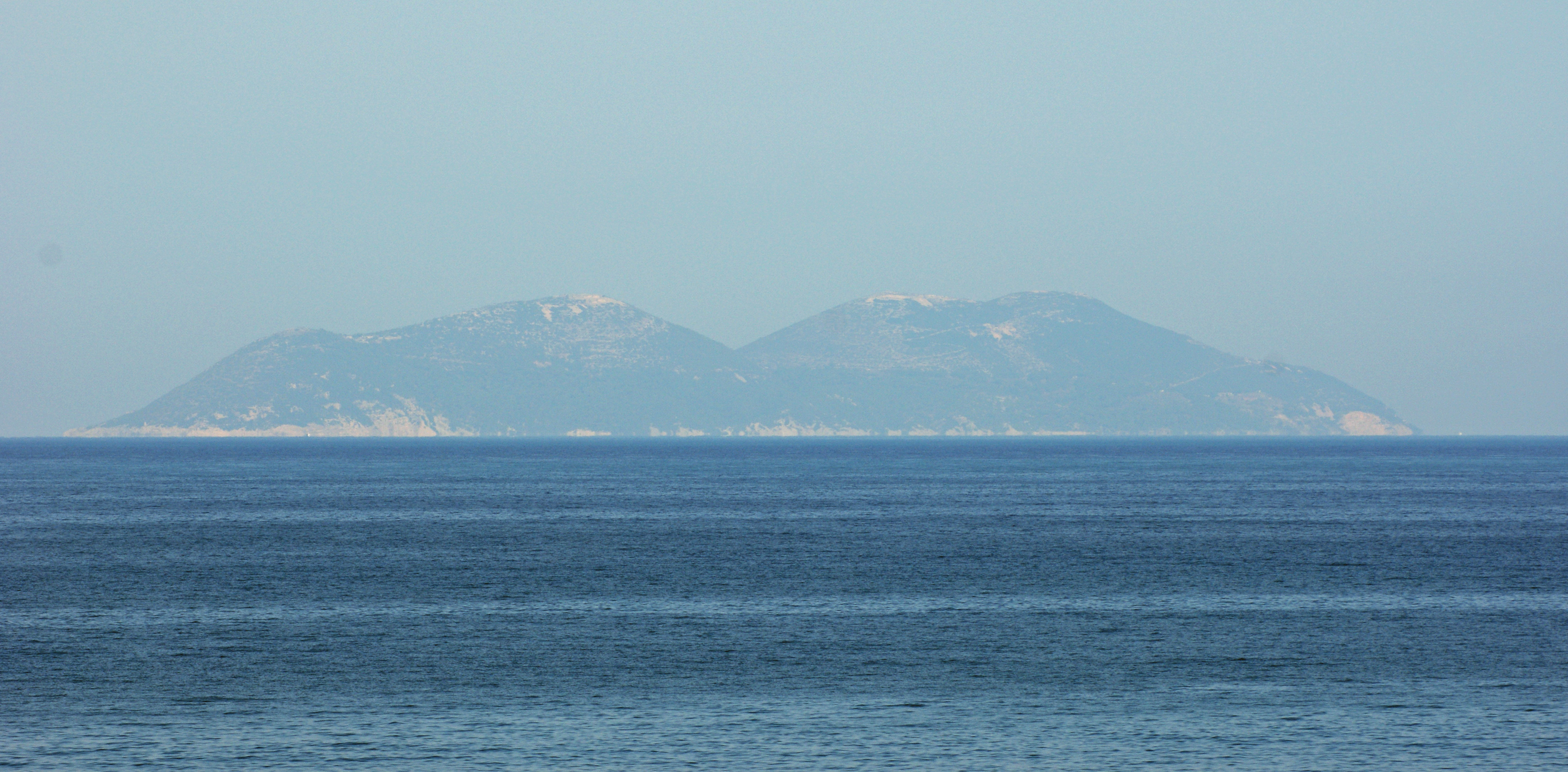
Insel Sazan
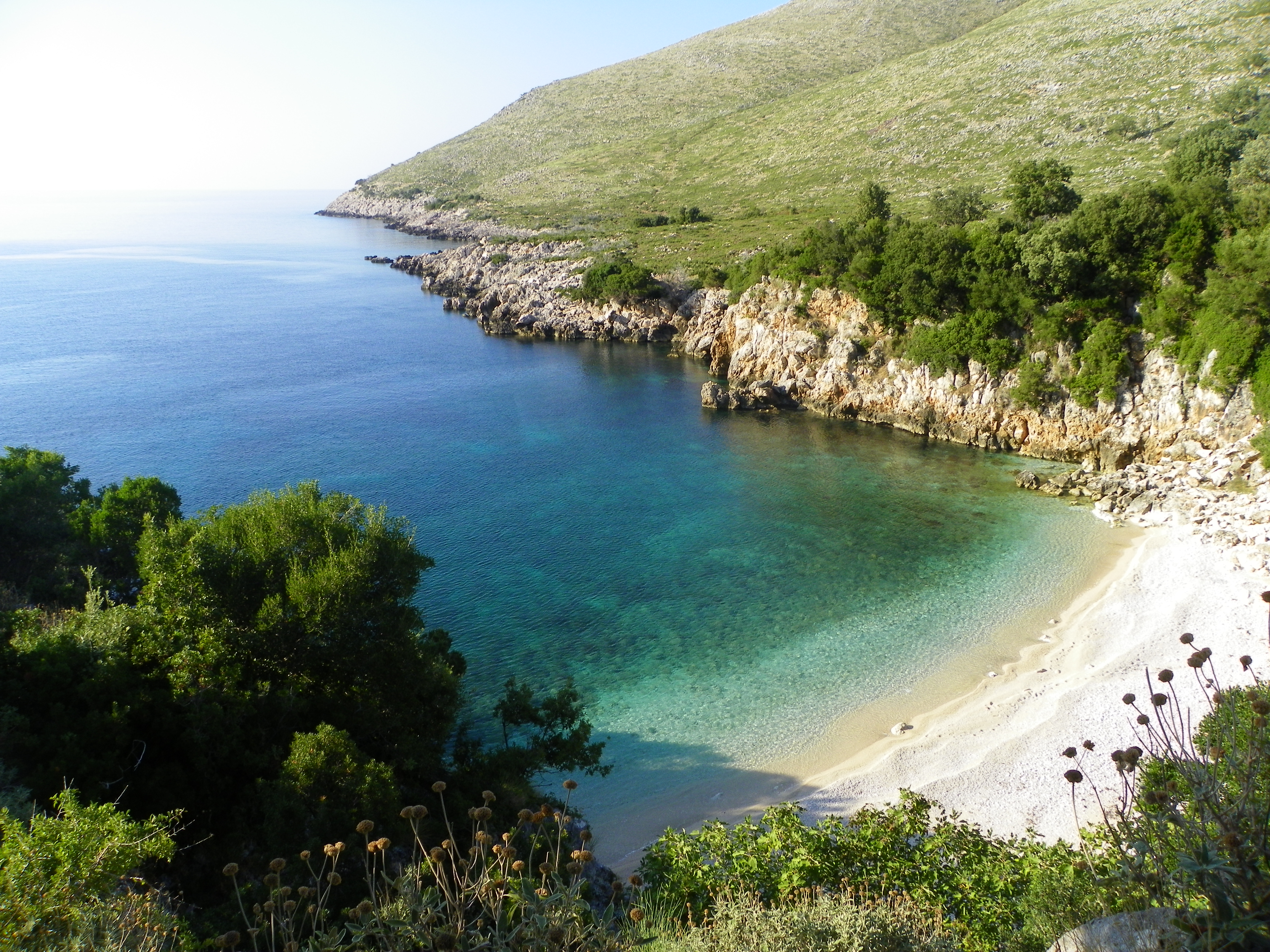
Bären-Bucht